# Algies Bay
```

```

Algies Bay est une banlieue côtière du nord de la cité d’Auckland, dans l’Île du Nord de la Nouvelle-Zélande.

## Situation
Elle est située sur la péninsule de Maturangi (en) à environ 68 kilomètres (par la route) au nord du centre d'Auckland.

## Installations
- La réserve de Highfield Garden est un parc d’une surface de 10 acres constitué d’un terrain public situé le long de Mahurangi East Road.

Jusqu’en 1985, c’était une propriété privée de culture florale et de verger commercial, qui avait aussi des ânes.
Alison et Ted Roberts firent don des terres à la couronne et  maintenant c’est un jardin public, avec des promenades  au sein d’un verger formé d’arbres à fruits et d’un élevage des ânes.
Les ânes des Roberts furent ainsi autorisés à rester dans le parc après la donation des terres ,,.
- Scandrett Regional Park (en)[4] et Mahurangi Regional Park East[5] sont tout les deux situés au sud de la banlieue d’Algies Bay.

## Démographie
La partie construite de la zone d’Algies Bay couvre 0,67 km2 et a une population estimée à 720 habitants en juin 2024 avec une densité de population de 1 075 personnes par km2.
Algies Bay est une partie de la zone statistique plus large de la péninsule de Mahurangi.

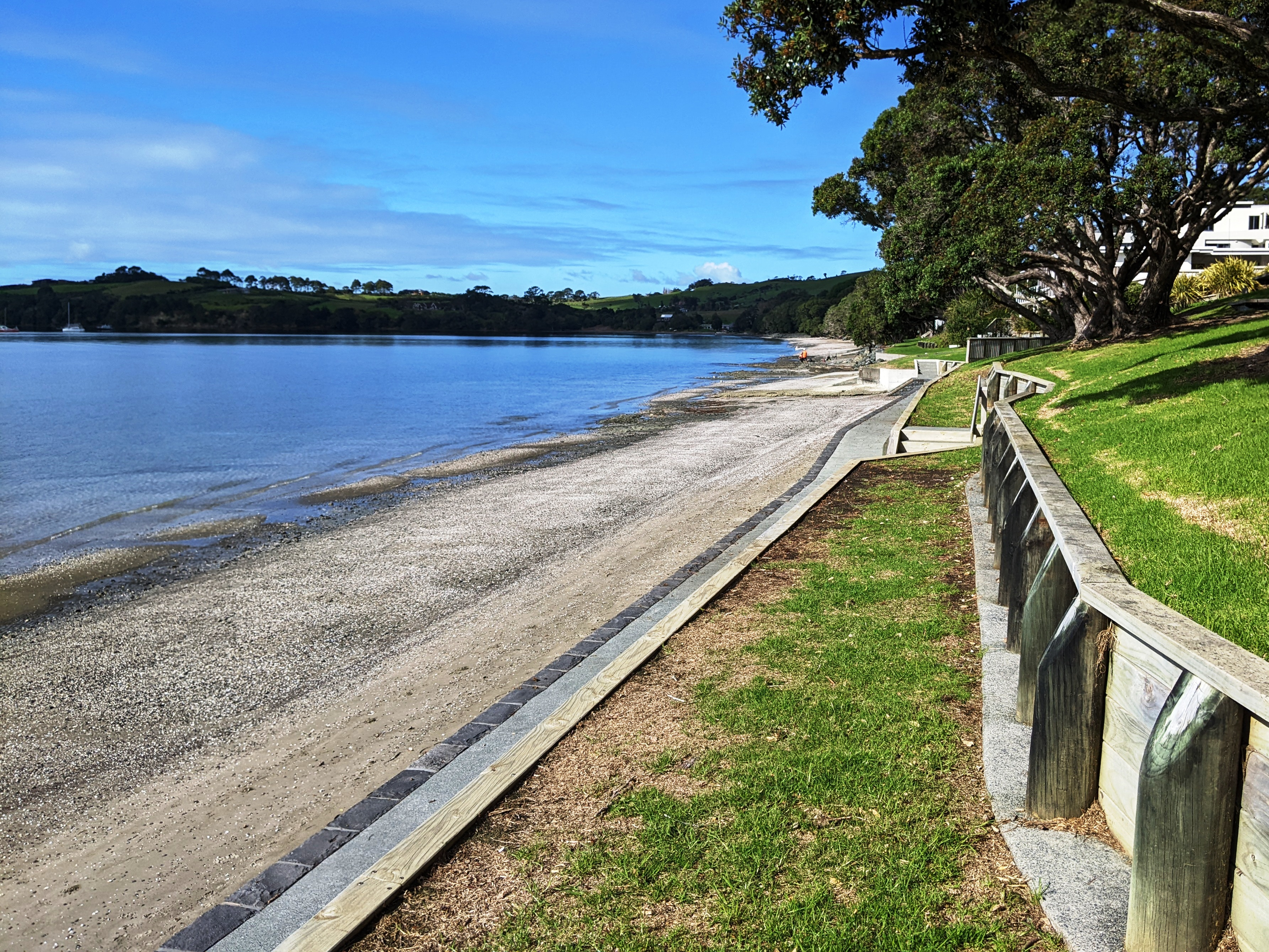
La plage d’Algies Bay, en regardant vers le sud-est

Algie Bay avait une population de {{nb|762|habitant lors du recensement néo-zélandais de 2018, en augmentation de 111 personnes (17,1 %) depuis le recensement néo-zélandais de 2013, et une augmentation de 150 personnes (24,5 %) depuis le recensement de 2006 en Nouvelle-Zélande.
Il y avait 318 logements, comprenant 360 hommes et 402 femmes, donnant un sexe-ratio de 0,9 homme pour une femme, avec 87 personnes (11,4 %) âgées de moins de 15 ans, 60 personnes (7,9 %) âgées de 15 à 29 ans, 276 personnes (36,2 %) âgées de 30 à 64 ans et 330 personnes (43,3 %) âgées de 65 ans ou plus.
L’ethnicité était pour 92,1 % européenne/Pākehās, 5,1 % maorie, 1,6 % personnes venant du Pacifique, 6,7 % d’origine asiatique, et 1,6 % d’une autre ethnicité.
Les personnes peuvent s’identifier de plus d’une ethnicité en fonction de leur parenté.
Bien que certaines personnes choisissent de ne pas répondre aux questions du recensement concernant leur affiliation religieuse, 40,9 % n’ont aucune religion, 48,8 % sont chrétiens, 0,8 % sont hindouistes et 1,2 % ont une autre religion.
Parmi ceux d’au moins 15 ans d’âge, 132 personnes (19,6 %) ont une licence ou un degré universitaire supérieur et 144 personnes (21,3 %) n’ont aucune qualification formelle.
84 personnes (12,4 %) gagnent plus de 70 000 $ comparés avec les 17,2 % aau niveau national.
Le statut d’emploi de ceux de plus de 15 ans d’âge est pour 192 personnes (28,4 %) un emploi à plein temps, pour 99 personnes (14,7 %)  un temps partiel  et 12 personnes (1,8 %) sont sans emploi.

## Zone statistique de la péninsule de Mahurangi
La zone statistique de la péninsule de Mahurangi qui était appelée Algies Bay-Scotts Landing avant le recensement de 2023 couvre 15,35 km2 et a une population estimée à 1 200 résidents en juin 2024 avec une densité de population de 78 personnes par km2.

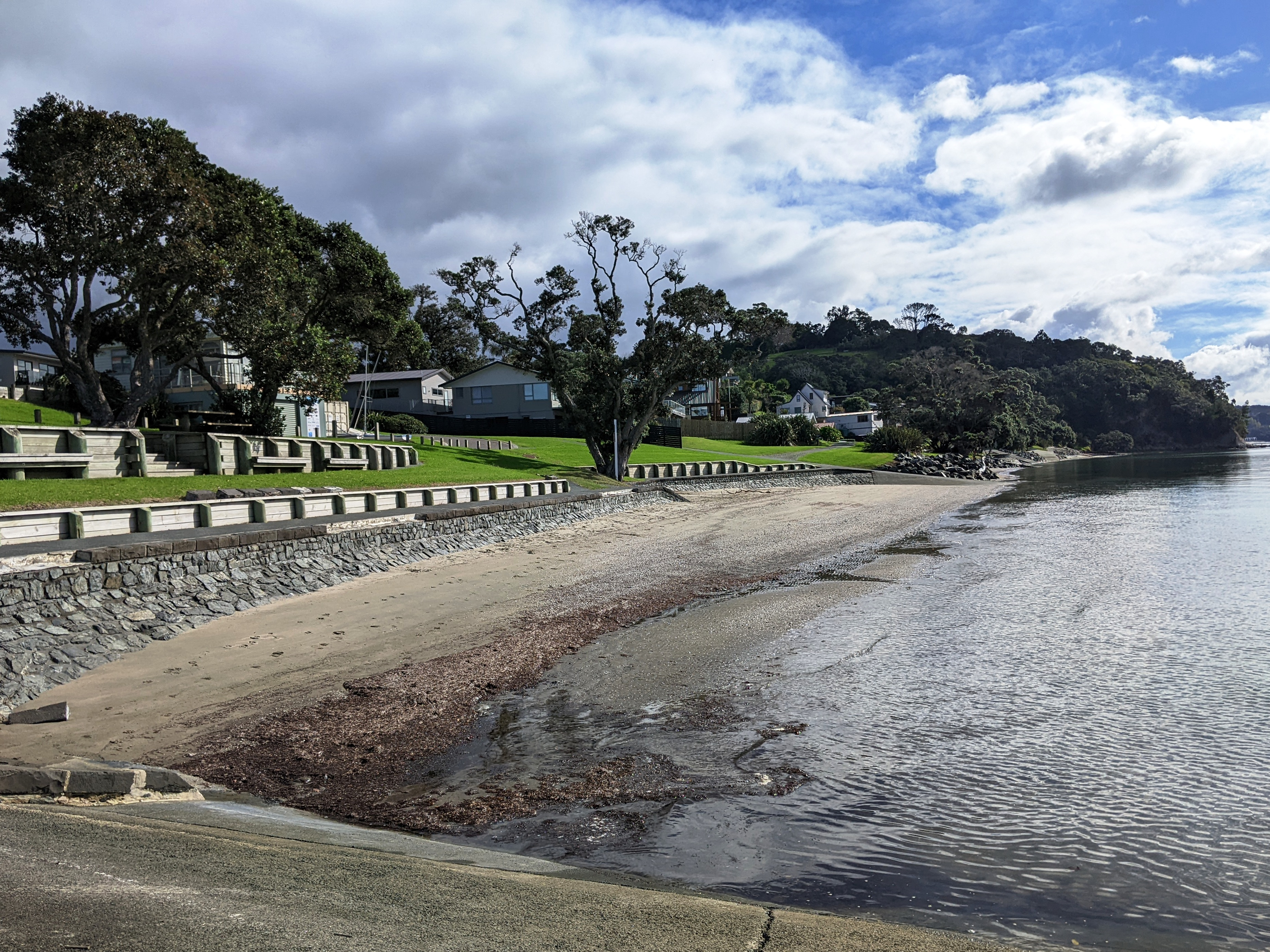
La plage d’Algies Bay, en regardant vers le nord-ouest

Le secteur d’Algies Bay-Scotts Landing avait une population de 1 185 résidents lors du recensement néo-zélandais de 2018, en augmentation de 144 personnes (13,8 %) depuis le recensement néo-zélandais de 2013, et une augmentation de 252 personnes (27 %) depuis le recensement de 2006 en Nouvelle-Zélande.
Il y avait 498 logements, comprenant 564 hommes et 621 femmes, donnant un sexe-ratio de 0,91 homme pour une femme.
L’âge médian était de 60,2 ans  (comparé avec les 37,4 ans au niveau national), avec 135 personnes (11,4 %) âgées de moins de 15 ans, 99 personnes (8,4 %) âgées de 15 à 29 ans, 471 personnes (39,7 %) âgées de 30 à 64 ans et 477 personnes (40,3 %) âgées de 65 ans ou plus.
L’ethnicité était pour 93,4 % européens/Pākehās, 6,3 % Māoris, 2,0 % personnes venant du Pacifique, 4,3 % d’origine Asiatique et 1,5 % d’une autre ethnicité.
Les personnes peuvent s’identifier de plus d’une ethnicité en fonction de leur parenté.
Le pourcentage de personnes nées outre-mer était de 23,8 %, comparé avec les 27,1 % au niveau national.
Bien que certaines personnes choisissent de ne par répondre aux questions du recensement à propos de leur affiliation religieuse, 45,6 % n’avaient aucune religion, 43,3 % étaient chrétiens, 0,8 % étaient hindouistes, 0,8 % étaient bouddhistes et 1,0 % avaient une autre religion.
Parmi ceux d’au moins 15 ans d’âge, 240 personnes (22,9 %) avaient une licence ou un degré universitaire supérieur et 189 personnes (18 %) n’avaient aucune qualification formelle.
Le revenu médian était de 29 500 $, comparé avec les 31 800 $ au niveau  national. 159 personnes (15,1 %) gagnent plus de 70 000 $ comparé avec les 17,2 % au niveau national.
Le statut d’emploi de ceux d’au moins 15 ans d’âge était pour 327 personnes (31,1 %) une plein temps, pour 168 personnes (16 %) étaient à temps partiel et 24 personnes (2,3 %) étaient sans emploi.